# Ajain
Ajain is een gemeente in het Franse departement Creuse (regio Nouvelle-Aquitaine). De plaats maakt deel uit van het arrondissement Guéret. Ajain telde op 1 januari 2022 1.028 inwoners.

## Geografie
De oppervlakte van Ajain bedraagt 33,14 km², de bevolkingsdichtheid is 32 inwoners per km² (per 1 januari 2019).
De onderstaande kaart toont de ligging van Ajain met de belangrijkste infrastructuur en aangrenzende gemeenten.

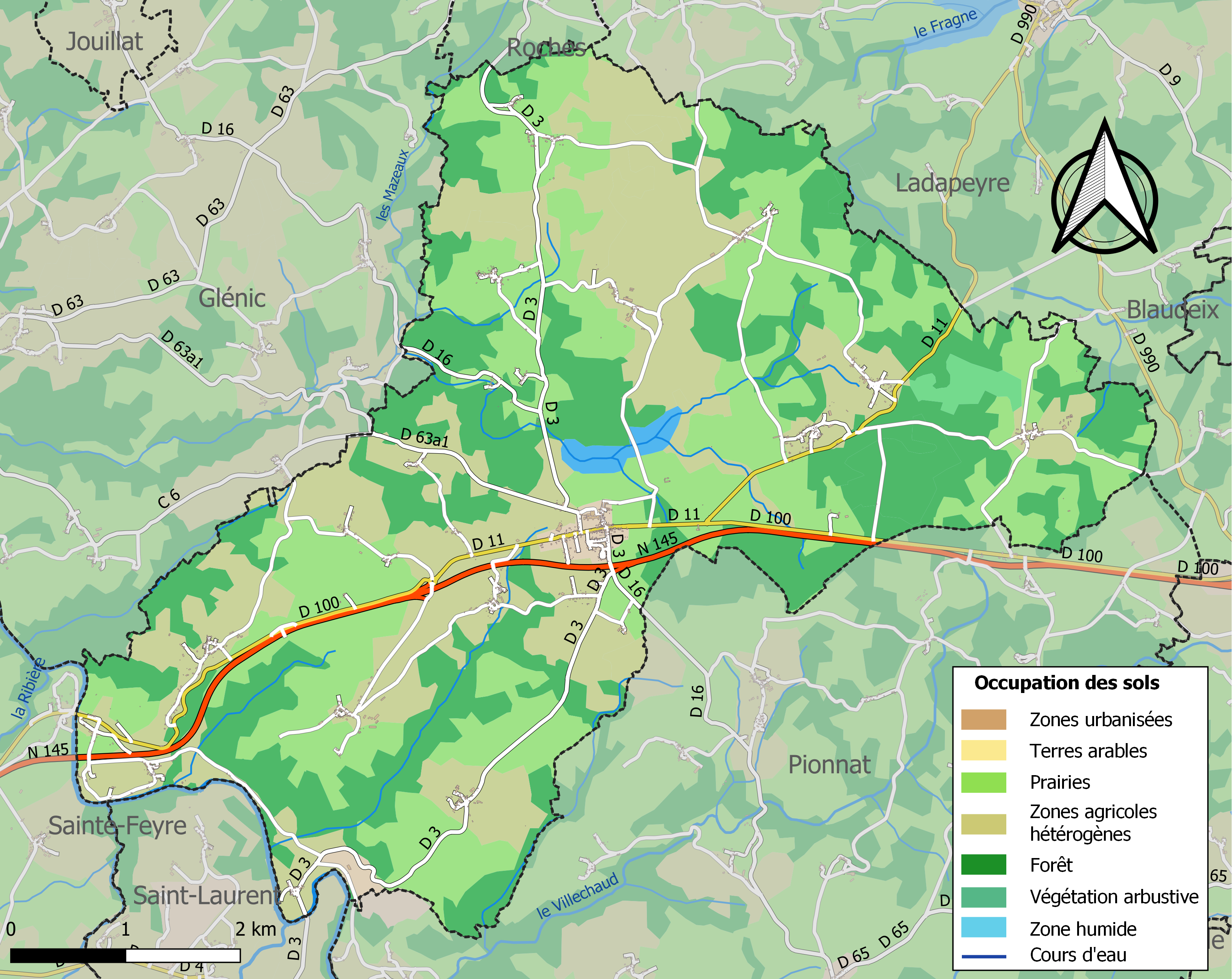

## Demografie
Onderstaande figuur toont het verloop van het inwonertal (bron: INSEE-tellingen).